# Pangkhar
Pangkhar – gewog w dystrykcie Żemgang, w Bhutanie. Według danych z 2017 roku liczył 1164 mieszkańców.